# Parigi-Camembert 1975
La Parigi-Camembert 1975, trentaseiesima edizione della corsa e valida come evento del circuito UCI categoria CB1.1, si svolse il 1º aprile 1975. Fu vinta dal francese Raymond Martin.

## Ordine d'arrivo (Top 10)
| Pos. | Corridore           | Squadra                        | Tempo |
| ---- | ------------------- | ------------------------------ | ----- |
| 1    | Raymond Martin      | Gitane-Campagnolo              |       |
| 2    | Joël Hauvieux       | Jobo-Wolber-Sabliere           |       |
| 3    | Bernard Thévenet    | Peugeot-BP-Michelin            |       |
| 4    | Guy Santy           | Gitane-Campagnolo              |       |
| 5    | Eddy Cael           | Carpenter-Confortluxe-Flandria |       |
| 6    | Jean Chassang       | Gitane-Campagnolo              |       |
| 7    | Jean-Claude Largeau | Gitane-Campagnolo              |       |
| 8    | Jacky Mourioux      | Peugeot-Esso-Michelin          |       |
| 9    | Regis Delepine      | Carpenter-Confortluxe-Flandria |       |
| 10   | Daniel Verplancke   | Carpenter-Confortluxe-Flandria |       |